# Cantó de Llemotges Vigenau
El cantó de Llemotges Vigenau és un cantó francès del departament de l'Alta Viena, situat al districte de Llemotges. És format per part del municipi de Llemotges.

## Municipis
- Llemotges

## Història
| Data d'elecció                           | Identitat       | Partit | Qualitat |
| ---------------------------------------- | --------------- | ------ | -------- |
| 1985-1998                                | Georges Fréseau | PS     |          |
| 1998-                                    | Pierre Lefort   | PS     |          |
| les dades anteriors no són pas conegudes |                 |        |          |
|                                          |                 |        |          |

## Demografia
| 1962 | 1968 | 1975 | 1982 | 1990 | 1999 | 2006   |
| ---- | ---- | ---- | ---- | ---- | ---- | ------ |
| -    | -    | -    | -    | -    | -    | 11.032 |